# Assaig de duresa Vickers

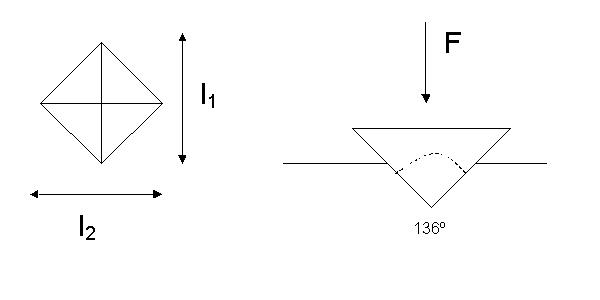
Punta de duròmetre per assaig Vickers.

L'assaig de duresa Vickers, també anomenat assaig universal, és un mètode per mesurar la duresa dels materials. Les seves càrregues van de 5 a 125 quiloponds (de cinc en cinc). El seu penetrador és una piràmide de diamant amb un angle base de 136º.
S'empra per a làmines primes fins a 0,15 mm (0.006 polzades) i no es llegeix directament a la màquina. Per determinar el nombre de duresa (HV) s'aplica la fórmula següent:
{\displaystyle HV=(1,8544*F)/d^{2}}

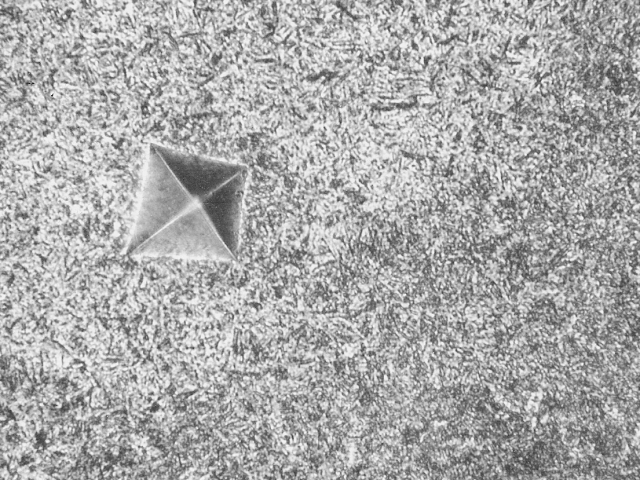
Microfotografia de l'emprenta del vèrtex en la prova de duresa de Vickers sobre acer

On F és la força aplicada al penetrador en quilopond, i d és la mitjana aritmètica de les diagonals de l'empremta.
Aquest assaig constitueix una millora a l'assaig de duresa Brinell. Es pressiona el vèrtex contra una proveta, sota càrregues més lleugeres que les utilitzades en l'assaig Brinell. Es mesuren les diagonals de la impressió quadrada i es troba la mitjana per aplicar la fórmula abans esmentada.
Aquest tipus d'assaig és recomanat per dureses superiors a 500 HB (en cas de ser inferior, se sol usar l'assaig de duresa Brinell). Aquest assaig, a més, pot usar-se en superfícies no planes. Serveix per mesurar tota mena de duresa, i gruixos petits. (Encara que si el material és molt tou, s'utilitza el mètode de Brinell)
En aquest cas, l'esquema de mesura és el següent:
Resultat de la mesura, Tipus de duresa i Força aplicada

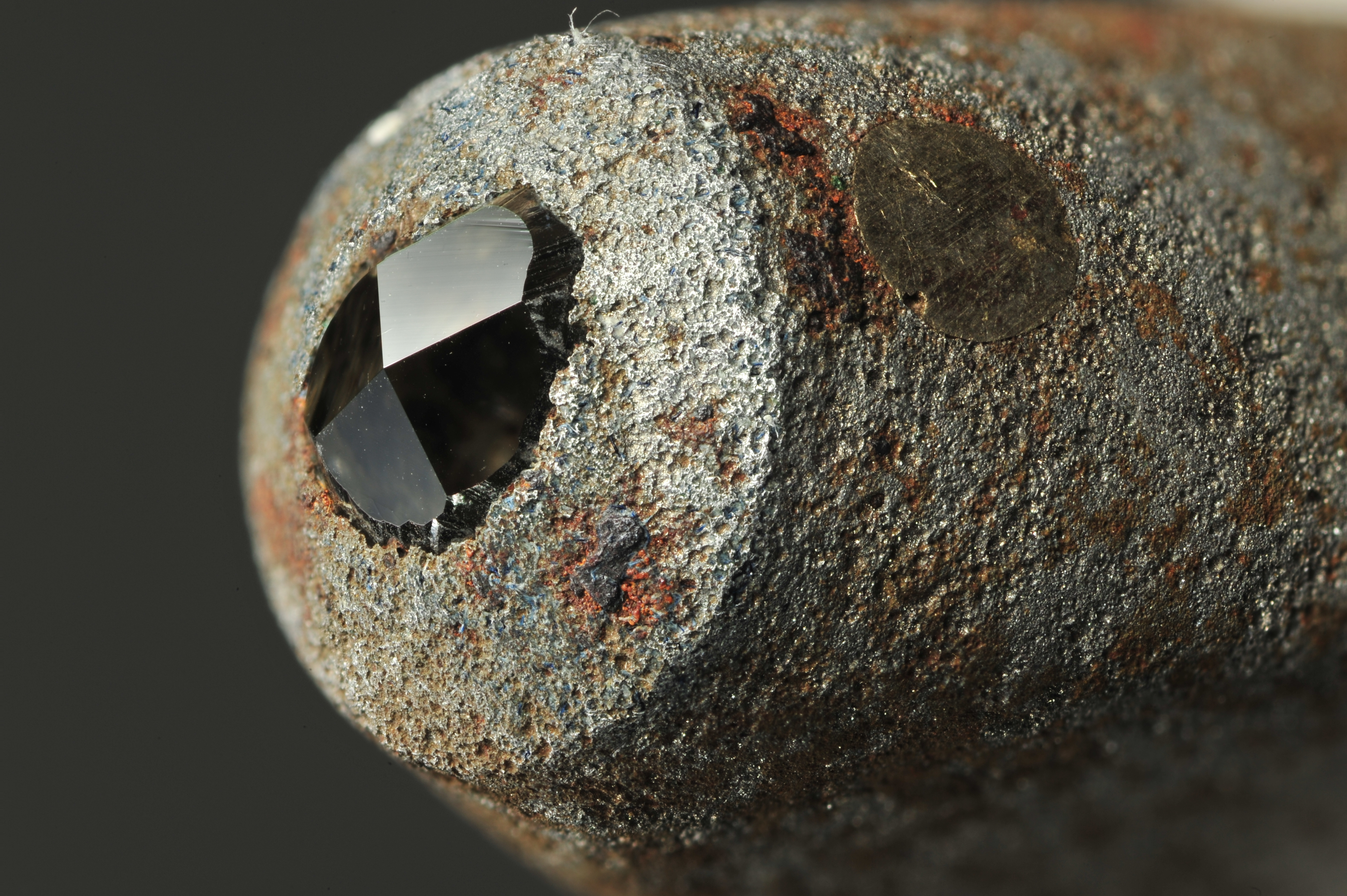
Diamant tallat en forma de piràmide insert en la punta metàl·lica d'un testador Vickers. Noteu la geometria de les arestes de la piràmide.

Exemple:
315 HV 30
On les unitats són:
kp/mm {\displaystyle ^{2}} kp